# Øistein Sommerfeldt
Øistein Sommerfeldt (Oslo, 25 november 1919 – 7 januari 1994) was een Noors componist, musicoloog en dirigent.

## Levensloop
Sommerfeldt studeerde aan de Norges Musikkhøgskole, in Oslo; hij studeerde daar af in 1947 als koordirigent. Hij studeerde compositie bij Fartein Valen en volgde studies bij Nadia Boulanger aan het Conservatoire national supérieur de musique in Parijs. Zelf zei hij, dat deze studie voor hem de inspiratiebron  voor zijn werk als componist is geweest. 
Sommerfeldt was een actief persoon in het Noorse muziekleven. Hij was bestuurslid van de Noorse componisten federatie Norsk Komponistforening en van het Rikskonsertene de "Statelijke Noorse Concert organisatie". Verschillende jaren heeft hij gewerkt als musicoloog en muziekcriticus voor de Noorse omroep. In 1991 werd hij met de Noorse Lindeman-prisen (Lindeman Muziek Prijs) onderscheiden. 
Als componist staat hij in de Noorse traditie, de Noorse volksmuziek en vanzelfsprekend de religieuze werken en kerkmuziek waren voor hem erg belangrijk. Een groot deel van zijn oeuvre zijn de liederen en pianowerken, die voor de verschillende Noorse musici tot het standaard-repertoire behoren, bijvoorbeeld de To Hamsun-sanger (twee Hamsun liederen) , Tre lyriske stemningsbilder (Drie lyrische taferelen), fem sonatinene (vijf sonatines) en Fabel-suitene (drie sprookjes suites) voor piano. 

## Composities

### Werken voor orkest
- 1958/1973/1988 Suite, voor kamerorkest, op. 7b
- 1960 Liten ouverture, voor orkest, op. 11
- 1972 Hafrsfjord, voor spreker en orkest, op. 30 - tekst: Alfred Hauge
- 1973 Vals til Hege (Wals voor Hege), voor orkest
- 1974 Sinfonia "La Betulla", voor orkest, op. 12
- 1976-1977 Mot en lengsel, concert voor piano en orkest, op. 50
- 1977 Suite for orchestra No 1, op. 38
- 1980 Intrada - Symfonisch voorspel, voor orkest, op. 57
- 1981 Eika, symfonische taferelen voor orkest, op. 63

### Werken voor harmonieorkest
- 1972 Hafrsfjord, voor spreker en harmonieorkest, op. 30 - tekst: Alfred Hauge
- 1985 Eika, symfonisch voorspeel voor harmonieorkest en orgel, op. 63
- 1985 Torsteinen, voor harmonieorkest en orgel, op. 68
- 1986 Militair-Ouverture, voor harmonieorkest, op. 67

### Cantates
- 1980 Sjung amen, cantate over religieuze volksliederen voor gemengd koor, op. 58

### Werken voor koren
- 1962 7 religiøse folketoner, voor mannenkoor
- 1967 Fark-trall, voor gemengd koor, op. 18 nr. 2 - tekst: Hans Henrik Holm
- 1976 Anekdote, voor gemengd koor - tekst: Herman Wildenvey
- 1980 Bruremarsj fra Gudbrandsdalen, voor vrouwenkoor (SSA), op. 59
- 1980 Fra norsk landskap - Koorsuite nr. 1, voor gemengd koor, op. 59 
  1. Bruremarsj fra Gudbrandsdalen
  2. Gjeitlokk
  3. Brulått mer dei klæe brue
  4. Springar fra Bergen
- 1983 Fra norsk landskap - Koorsuite nr. 2, voor gemengd koor, op. 64
  1. Lokk
  2. Marsj
  3. Kvelding
  4. Springar
- 1985 Den usynlige regnbuen, voor spreker en gemengd koor, op. 65 - tekst: Stein Mehren
- 1987 Mari's kulokk, voor gemengd koor

### Vocale muziek
- 1946-1972 To Hamsun-sanger, voor zangstem en piano, op. 26 - tekst: Knut Hamsun
  1. Skjærgårdsø
  2. Fløitestubb
- 1955-1973 11 Norske religiøse folketoner, voor zang en piano (of orgel), op. 35
- 1960 3 Muntre viser, voor zang en piano, op. 3
- 1972 Kveldingseter, voor sopraan en orkest,  op. 33 nr. 2 - tekst: Olav Aukrust
- 1972 Tre lyriske bilder, voor sopraan (of: tenor) en orkest, op. 33 B - tekst: Knut Hamsun, Olav Aukrust, Hans Henrik Holm
- 1976-1982 Hildring i speil, voor sopraan, tenor, dwarsfluit en piano, op. 48 - tekst: Stein Mehren
  1. Landskap med sne
  2. Ord mellom trærne
  3. Lyst klirrende vår
- 1977 Midsommersang, voor zangstem en piano - tekst: Ingebjørg Dahl Sem
- 1979 Anne-Karin, voor zang en piano - tekst: Marie Takvam
- 1979 From Kathleen Raine's Poetry, voor zangstem en orkest, op. 55 - tekst: Kathleen Raine
- 1979 From William Blake's Poetry, voor sopraan, tenor, blokfluit, gitaar en piano, op. 53
  1. The Fly
  2. The Garden of Love
  3. The Little Vagabond
- 6 Sanger (zes liederen), voor zang en piano
  1. I skogen - tekst: Siv. A. Hoflans
  2. Min bregne - tekst: Øistein Sommerfeldt
  3. Kvenne-Karis vise  - tekst: Arvid M. Danielsen
  4. So døkkje og vidskodt - tekst: Johannes Hellene
  5. Den fyrste song - tekst: Finn Arnestad
  6. Vuggevise - tekst: Helen Eger Sund
- Morn, morn, voor zangstem en piano (of: zangstem, dwarsfluit en gitaar) - tekst: Mathis Mathisen

### Kamermuziek
- 1965-1974 4 Norske religiøse folketoner, voor blazerskwintet, op. 23 B
- 1970 Forvandling, voor 2 dwarsfluiten, cello, contrabas, vibrafoon/marimba, celesta/piano, pauken/slagwerk, harp en geluidsband, op. 19
- 1971 Elegi, voor trompet en orgel, op. 27
- 1972 Sonata, voor viool en piano, op. 22
- 1972 Divertimento voor fagot solo, op. 25
- 1973 Liten trio-suite, voor viool, cello en piano, op. 40
- 1978 Tre dialoger, voor klarinet en fagot, op. 54
- 1981 11 Norske religiøse folketoner, voor trompet en orgel, op. 35 B
- 1985 Kvartett for marimba og treblåsere, voor marimba, dwarsfluit, klarinet en fagot, op. 70
- 1988 Sonata, voor cello en piano, op. 76

### Werken voor piano
- 1956-1962 Sonatine nr. 1, op. 4
- 1960 Sonatine nr. 2, op. 5
- 1958 Miniature-suite, voor piano, op. 7 A
- 1963-1968 Fabler - Suite nr. 2, voor piano, op. 15
- 1967 Fabler - Suite nr. 1, voor piano, op. 10
- 1968 Sonatine nr. 3, op. 14
- 1968 Fabler - Suite nr. 3, voor piano, op. 51
- 1970 3 Små valser, op. 17
- 1970 Sonatine nr. 4, op. 20
- 1972 Sonatine nr. 5, op. 31
- 1976 Liten årstid-suite, op. 49
- 1981 Norwegian Pianorama - 25 nieuwe pianostukken
- Fjelltone
- Tre lette klaverstykker, voor piano vierhandig, op. 78

### Werken voor gitaar
- 1979 Lyriske stykker, voor twee gitaren
- 1982 Gitarsolo fra et norsk landskap, op. 61

### Werken voor accordeon
- Lyriske strofer, voor accordeon

### Werken voor slagwerk
- 1971 Musikk for en slagverker, op. 24

## Publicaties
- Øistein Sommerfeldt: Harald Sæverud, Musikrevy. 36 (1981), S. 77-79.